# العلاقات الفلبينية الأمريكية
العلاقات الفلبينية الأمريكية هي العلاقات الثنائية التي تجمع بين الفلبين والولايات المتحدة. كانت العلاقة بين البلدين قوية تاريخيًا ووُصفت بأنها علاقة خاصة. دعم الرئيس الفلبيني الحالي رودريغو دوتيرتي سياسة خارجية أقل اعتمادًا على الولايات المتحدة، وفضل سياسة تعطي أولوية لعلاقات أوثق مع الصين وروسيا، وذلك على الرغم من اشتراك الفلبين والولايات المتحدة بمعاهدة دفاع متبادل منذ عام 1951، وأنهما عملتا بنشاط منذ عام 2019 على تنفيذ اتفاقية تعاون دفاعي معززة أُبرمت في عام 2014. تُعد الفلبين واحدة من أقدم الشركاء الآسيويين للولايات المتحدة وحليفًا استراتيجيًا رئيسيًا خارج الناتو.
لطالما صُنِّفت الولايات المتحدة واحدة من الدول المفضلة للفلبين في العالم، وذلك مع 90% من الفلبينيين الذين امتلكوا وجهة نظر إيجابية بشأن الولايات المتحدة، و91% منهم الذين امتلكوا وجهة نظر إيجابية عن الأمريكيين في عام 2002، و90% منهم الذين كانت لديهم وجهة نظر إيجابية بشأن التأثير الأمريكي في عام 2011، و85% منهم كان لديهم وجهة نظر إيجابية بشأن الولايات المتحدة والأمريكيين في عام 2013، و92% كان لديهم وجهة نظر إيجابية بشأن الولايات المتحدة في عام 2015، و94% كان لديهم ثقة برئيس الولايات المتحدة السابق باراك أوباما، فجعل ذلك الفلبين الدولة الأكثر تأييدًا للولايات المتحدة في العالم.
يناقش هذا المقال العلاقات الفلبينية الأمريكية بعد استقلال الفلبين عن أمريكا في عام 1946.

## التجارة والاستثمار
بلغت تجارة البضائع الأمريكية ذات الاتجاهين مع الفلبين 17.3 مليار دولار في عام 2006 (وفقًا لبيانات وزارة التجارة الأمريكية). كانت 16% من واردات الفلبين في عام 2006 من الولايات المتحدة، وحوالي 18% من صادراتها اتجهت إلى أمريكا وفقًا لبيانات الحكومة الفلبينية. صُنِّفت الفلبين سوق التصدير السادس والعشرين الأكبر، والمورد الثلاثين الأكبر للولايات المتحدة. تتجسد الصادرات الرئيسية إلى الولايات المتحدة بالأجهزة شبه الموصلة، وملحقات الكمبيوتر، وقطع غيار السيارات، والآلات الكهربائية، والمنسوجات، والملابس، والقمح وعلف الحيوانات، وزيت جوز الهند. تستورد الفلبين المواد الخام وشبه المصنعة لتصنيع أشباه الموصلات، والإلكترونيات والآلات الكهربائية، ومعدات النقل، والحبوب، ومستحضرات الحبوب بالإضافة إلى السلع الأخرى.
كانت الولايات المتحدة أكبر مستثمر أجنبي في الفلبين بشكل تقليدي، مع حوالي 6.6 مليار دولار من الاستثمارات المقدرة حتى نهاية عام 2005 (وفقًا لبيانات وزارة التجارة الأمريكية). التزمت الفلبين بإصلاحات تشجع الاستثمار الأجنبي كأساس للتنمية الاقتصادية منذ أواخر الثمانينيات من القرن الماضي، وذلك مع مراعاة بعض التعليمات والقيود في مجالات محددة. وسعت الفلبين الإصلاحات في عهد الرئيس راموس، وفتحت باب قطاعات توليد الطاقة والاتصالات السلكية واللاسلكية أمام الاستثمار الأجنبي، وذلك بالإضافة إلى ضمان التصديق على اتفاقية جولة الأوروغواي والعضوية في منظمة التجارة العالمية. واصلت حكومة الرئيسة أرويو بشكل عام هذه الإصلاحات كما لوحظ سابقًا، وذلك على الرغم من معارضة المصالح الخاصة والكتل «القومية». كانت القيود الدستورية إحدى العقبات الرئيسية التي كانت ومازالت موجودة، من بين أمور أخرى، التي تعيق الملكية الأجنبية للأراضي والمرافق العامة، والتي تحدد الحد الأقصى للملكية بنسبة 40%.
فُتِح الاقتصاد الفلبيني المغلق نسبيًا بشكل كبير على مدى العقدين الماضيين من خلال نزع القيود عن العملات الأجنبية، والاستثمار الأجنبي وتحرير البنوك، وتخفيض الرسوم الجمركية وعوائق السوق، والدخول الأجنبي إلى قطاع التجارة بالتجزئة. فتح قانون إصلاح صناعة الطاقة الكهربائية لعام 2001 الفرص للشركات الأمريكية للمشاركة في صناعة الطاقة في الفلبين. تُعد تكنولوجيا المعلومات والاتصالات، وعمليات المكاتب الخلفية مثل مراكز الاتصال، والمرافق الإقليمية أو مراكز الخدمة المشتركة بالمثل فرصًا رائدة للاستثمار.
أُطلِقت الجمعية الأمريكية الفلبينية خلال زيارة الرئيس بنيغنو آكينو الثالث لواشنطن العاصمة في 7 يوليو عام 2012؛ وهي منظمة مستقلة غير ربحية تعمل على توليد الوعي في الولايات المتحدة تجاه الفلبين. عُقِد آخر اجتماع لمجلس الإدارة في 24 يناير عام 2013.
كتب مكتب الممثلين التجاريين للولايات المتحدة في تقريره 301 الخاص لعام 2013 بأن الولايات المتحدة «تتطلع إلى الفلبين لاتخاذ خطوات مهمة للتصدي للقرصنة عبر الإنترنت، ولاسيما فيما يتعلق بالأسواق السيئة السمعة على الشبكة». ساهمت الضغوط التي مارستها الولايات المتحدة فرضيًا في الشكوى المقدمة من الجمعية الفلبينية لصناعة التسجيلات ضد موقع التورنت الذي يُدعى كيك آس تورنت، فأدى ذلك إلى حجزها من قبل السلطات الفلبينية في 13 يونيو عام 2013.

## علاقات دبلوماسية
تحتفظ الولايات المتحدة بسفارة في العاصمة الفلبينية مانيلا وقنصلية في مقاطعة سيبو. يقع مركز الأعمال الأمريكي، الذي يضم دائرتي التجارة والزراعة الأجنبيتين، في مدينة ماكاتي. تحتفظ الحكومة الفلبينية بسفارة لها في واشنطن العاصمة والعديد من القنصليات في جميع أنحاء الولايات المتحدة.

## المحور الصيني
بدأت العلاقات الأمريكية الفلبينية بالتدهور بعد تولي الرئيس رودريغو دوتيرتي منصبه رسميًا في 30 يونيو عام 2016. بدأت العلاقة بين دوتيرتي وأوباما بالتزعزع عندما عبر الرئيس الأمريكي عن قلقه بشأن قضايا حقوق الإنسان في حرب الرئيس دوتيرتي على الجريمة والمخدرات. أثنى أوباما على البلاد بحسب بيان صادر عن البيت الأبيض «لديمقراطيتها النشطة». سلط أوباما الضوء أيضًا على «القيم الدائمة» التي دعمت «علاقاتهم القديمة»، بما في ذلك «الالتزامات المشتركة بالديمقراطية وحقوق الإنسان وسيادة القانون». أدى هذا التدخل واختيار الرئيس دوتيرتي لكلماته أثناء حديثه عن الرئيس أوباما خلال مؤتمر صحفي، إذ وصفه بأنه «ابن عاهرة»، إلى إلغاء اجتماع بين الرئيسين خلال قمة الآسيان لعام 2016 التي عُقدت في لاوس.
اقترح دوتيرتي بعد أسابيع قليلة على القوات الأمريكية الخاصة لوقف عملياتها ومغادرة مينداناو. أشار إلى مقتل فلبينيين مسلمين خلال حملة تهدئة أمريكية في أوائل القرن العشرين، والتي قال إنها كانت أساس الاستياء الطويل الأمد للأقليات المسلمة في الجزء الأكبر من جنوب الدولة الكاثوليكية. أعرب بشكل صريح عن رغبته فقط في إنهاء التدريبات العسكرية المشتركة للفلبين مع الولايات المتحدة خلال زيارته الرسمية لفيتنام في 28 سبتمبر عام 2016، وقال إن المناورات المقررة القادمة ستكون الأخيرة في عهده، وأضاف بإنه سيواصل التمسك بمعاهدات الفلبين مع الولايات المتحدة.
ما يزال الفلبينيون يتمتعون بمعدل تأييد وثقة منخفض في الصين مقارنة بالولايات المتحدة التي احتفظت بدرجة عالية من الثقة والتأييد، وذلك على الرغم من تغيير دوتيرتي لوجهة السياسة الخارجية من الولايات المتحدة إلى الصين في أكتوبر عام 2016. قال الرئيس السابق فيديل راموس قبل استقالته من منصبه كمبعوث خاص إلى الصين بإنه لا يحب معاملة دوتيرتي للرئيس الأمريكي أوباما.
قال دوتيرتي في وقت لاحق بعد الانتخابات الرئاسية الأمريكية لعام 2016 إنه سيوقف الخلافات مع الولايات المتحدة بعد فوز الرئيس دونالد ترامب. خطط ترامب لمواصلة مساعدة البلاد خلال فترة رئاسته.

## مقارنة بين البلدين
هذه مقارنة عامة ومرجعية للدولتين:
| وجه المقارنة                                              | الفلبين                       | الولايات المتحدة                                                                                                  |
| --------------------------------------------------------- | ----------------------------- | --- |
| المساحة (كم2)                                             | 343.45 ألف                    | 9.83 مليون |
| عدد السكان (نسمة)                                         | 104.92 مليون                  | 311.58 مليون |
| الكثافة السكانية (ن./كم²)                                 | 305.49                        | 31.7 |
| العاصمة                                                   | مانيلا                        | واشنطن العاصمة |
| اللغة الرسمية                                             | اللغة الفلبينية، لغة إنجليزية | لغة إنجليزية |
| العملة                                                    | بيسو فلبيني                   | دولار أمريكي |
| الناتج المحلي الإجمالي (بليون دولار)                      | 313.60 مليار                  | 19.39 تريليون |
| الناتج المحلي الإجمالي (تعادل القوة الشرائية) بليون دولار | 743.90 مليار                  | 18.04 تريليون |
| الناتج المحلي الإجمالي الاسمي للفرد دولار أمريكي          | 2.90 ألف                      | 56.12 ألف |
| الناتج المحلي الإجمالي للفرد دولار أمريكي                 | 7.39 ألف                      | 54.63 ألف |
| مؤشر التنمية البشرية                                      | 0.668                         | 0.920 |
| رمز المكالمات الدولي                                      | +63                           | +1 |
| رمز الإنترنت                                              | .ph                           | .us، حكومة، .mil، Edu.                                                                                            |
| المنطقة الزمنية                                           | توقيت الفلبين                 | توقيت ساموا الأمريكية، توقيت أطلنطي موحد، منطقة زمنية وسطى، توقيت ألاسكا ‏، المنطقة الزمنية الجبلية، توقيت تشامرو ‏ |

## مدن متوأمة
في ما يلي قائمة باتفاقيات التوأمة بين مدن فلبينية وأمريكية:
- ترتبط مدينة إيلويلو مع ستوكتون باتفاقية توأمة.
- ترتبط مدينة سيبو مع سياتل باتفاقية توأمة.
- ترتبط باساي مع ساكرامنتو باتفاقية توأمة.
- ترتبط مونيوز مع دافيس باتفاقية توأمة.
- ترتبط Palo, Leyte [الإنجليزية]‏ مع بالو ألتو باتفاقية توأمة.
- ترتبط كاويته مع سان دييغو باتفاقية توأمة.
- ترتبط فيغان مع مقاطعة هونولولو باتفاقية توأمة.
- ترتبط كافيت سيتي مع سان دييغو باتفاقية توأمة منذ 1969.
- ترتبط بورتوبرنسس مع هونولولو باتفاقية توأمة.
- ترتبط ليبا مع فريمونت باتفاقية توأمة.
- ترتبط ماكاتي مع Ramapo, New York [الإنجليزية]‏ باتفاقية توأمة.
- ترتبط روكساس مع سان بيرناردينو باتفاقية توأمة.
- ترتبط مانيلا مع غوام باتفاقية توأمة منذ 1966.[31][31][31][31]
- ترتبط ناغا مع سان ليندرو باتفاقية توأمة.
- ترتبط كيزون مع دالي سيتي باتفاقية توأمة منذ 1968.
- ترتبط لاواغ مع مقاطعة هونولولو باتفاقية توأمة.
- ترتبط سان خوان ديل مونتي مع سانتا باربارا باتفاقية توأمة.
- ترتبط باغويو مع فاليجو باتفاقية توأمة منذ 23 أغسطس 1984.
- ترتبط باكولود مع لونغ بيتش باتفاقية توأمة.
- ترتبط اوزاميز مع جيرسي سيتي باتفاقية توأمة.
- ترتبط اولونجابو مع بريميرتون باتفاقية توأمة.
- ترتبط سان بابلو مع سان ماتيو باتفاقية توأمة.

## منظمات دولية مشتركة
يشترك البلدان في عضوية مجموعة من المنظمات الدولية، منها:
| علم المنظمة | اسم المنظمة                                      | تاريخ انضمام الفلبين | تاريخ انضمام الولايات المتحدة |
| ----------- | ------------------------------------------------ | -------------------- | ----------------------------- |
|             | وكالة ضمان الاستثمار متعدد الأطراف               | 8 فبراير 1994        | 12 أبريل 1988                 |
|             | الاتحاد الدولي للاتصالات                         | 25 مايو 1912         | 1 يوليو 1908                  |
|             | يونسكو                                           | 21 نوفمبر 1946       | 4 نوفمبر 1946                 |
|             | الأمم المتحدة                                    | 24 أكتوبر 1945       | 24 أكتوبر 1945                |
|             | بنك التنمية الآسيوي                              | 1966                 | 1966                          |
|             | مؤسسة التمويل الدولية                            | 12 أغسطس 1957        | 20 يوليو 1956                 |
|             | منظمة الشرطة الجنائية الدولية                    | ?                    | ?                             |
|             | سياتو                                            | ?                    | ?                             |
|             | منظمة حظر الأسلحة الكيميائية                     | ?                    | ?                             |
|             | الاتحاد البريدي العالمي                          | ?                    | ?                             |
|             | منظمة التجارة العالمية                           | 1995                 | ?                             |
|             | المركز الدولي لتسوية المنازعات الاستشارية        | 17 ديسمبر 1978       | 14 أكتوبر 1966                |
|             | البنك الدولي للإنشاء والتعمير                    | 27 ديسمبر 1945       | 27 ديسمبر 1945                |
|             | منتدى آسيان الإقليمي ‏                            | ?                    | ?                             |
|             | منتدى التعاون الاقتصادي لدول آسيا والمحيط الهادئ | 6 نوفمبر 1989        | 6 نوفمبر 1989                 |
|             | مؤسسة التنمية الدولية                            | 28 أكتوبر 1960       | 24 سبتمبر 1960                |
|             | المنظمة الهيدروغرافية الدولية                    | ?                    | ?                             |
|             | الفريق المعني برصد الأرض                         | ?                    | ?                             |

## أعلام
هذه قائمة لبعض الشخصيات التي تربطها علاقات بالبلدين:
- أندرو كونانان (قاتل متسلسل، 31 أغسطس 1969[51][52] – 23 يوليو 1997[51][52])
- إريك سبولسترا (1 نوفمبر 1970 – )
- بام غرير (26 مايو 1949[53][54][55] – )
- برونو مارس (8 أكتوبر 1988[56] – )
- تيا كاريري (2 يناير 1967[57] – )
- ديف باتيستا (18 يناير 1969 – )
- ريموند سبروينس (أدميرال في بحرية الولايات المتحدة، 3 يوليو 1886[58][59] – 13 ديسمبر 1969[58][59])
- زيلدا ويليامز (ممثلة أمريكية، 31 يوليو 1989[60] – )
- فيبي كيتس (16 يوليو 1963[61][62][63] – )
- كاسي (26 أغسطس 1986 – )
- كيرك هاميت (موسيقي أمريكي، 18 نوفمبر 1962 – )
- لو دايموند فيليبس (17 فبراير 1962[64][65][66] – )
- نيت روبنسون (31 مايو 1984 – )
- نيكول غال اندرسون (ممثلة أمريكية، 29 أغسطس 1990[67] – )
- ويسلي سو (لاعب شطرنج فلبيني، 9 أكتوبر 1993 – )

## وصلات خارجية
- موقع وزارة الخارجية الفلبينية
- موقع وزارة الخارجية الأمريكية